# محوطه مازکلکه
محوطه مازکلکه مربوط به سده‌های اولیهه دوران‌های تاریخی پس از اسلام است و در شهرستان آبدانان، بخش مرکزی، ۳۰۰ متری شمالی روستای سیاه خانی، ۱۰۰ متری جنوبی جاده گنداب به انجیره، ۱ کیلومتری شرقی ارتفاعات حسیلگ واقع شده و این اثر در تاریخ ۲۶ اسفند ۱۳۸۷ با شمارهٔ ثبت ۲۶۰۲۱ به‌عنوان یکی از آثار ملی ایران به ثبت رسیده است.